# Kingsley (Cheshire)
Pour les articles homonymes, voir Kingsley.
Kingsley est une paroisse civile et un village du Cheshire, en Angleterre.